# Jules Renard
Pierre-Jules Renard (Châlons-du-Maine, 1864. február 22. – Párizs,1910. május 22.) francia író, a Goncourt Akadémia tagja, ismert, mint a Csutak úrfi (1894) és a Természetes történetek (1896) szerzője. Ő írta még a Törés élvezetét (1898) és a Nyolc nap vidékent (1906) is.

## Élete
François Renard és Anna-Rose Colin gyermekeként látta meg a napvilágot, valószínűleg Châlon du Maine-ban, Mayenne tartományban, ahol apja vasútépítő munkálatokat végzett. Renard Chitry-les-Mines-ben Nièvre-ben nőtt fel. Három idősebb testvére volt. Amélie (született 1858) fiatalon meghalt. A második gyermeket szintén Amélie-nek hívták (sz. 1859). A harmadik, Maurice, 1862-ben született. Renard gyermekkora boldogtalan és nehéz volt. Habár eldöntötte, hogy nem jár az École normale supérieure-re, az irodalom szeretete nagyban befolyásolta az életét. 1885 és 1886 között Bourges városban teljesített katonai szolgálatot.
1888. április 28-án Renard feleségül vette Marie Morneau-t. Ő és felesége a 44 rue du Rocher cím alatt laktak, Párizsban. Elkezdett irodalmi kávéházakba járni és párizsi újságok írásában is részt vett. Állandó barátai Alfred Capus és Lucien Guitry voltak. Jules Renard verseket, novellákat, rövid színdarabokat, regényeket írt. 1904. május 15-én Chitry város polgármesterévé („maire”) választották, mint szocialista jelöltet. 1907-ben az Académie Goncourt tagja lett Octave Mirbeaunak köszönhetően. Párizsban halt meg arterioszklerózisban.

## Magyarul
- A smokk. Regény; ford. Kosztolányi Dezső; Athenaeum, Bp., 1913 (Modern könyvtár)
  - (Az élősdi címen is)
- Csutak úrfi; ford. Orbók Attila, Kállay Miklós; Kultúra, Bp., 1919
- Az élősdi; ford., bev. Kosztolányi Dezső; Állami Kiadó, Bukarest, 1955
  - (A smokk címen is)
- A szakítás öröme; ford. Gara György; in: Őszinte képmutatók; rend. tanácsok Ardó Mária, Híves László; Népművelési Intézet, Bp., 1963 (Színjátszók kiskönyvtára)
- A szerető; ford. Orbók Attila; inː A bál. Francia kisregények; Európa, Bp., 1965
- Jules Renard naplója. Válogatás; vál. Szekeres György, ford. Vígh Árpád, bev., jegyz. Dobossy László; Gondolat, Bp., 1967 (Auróra)
- Jules Renard naplója; vál., bev., jegyz. Horváth Andor, ford. Vígh Árpád; Kriterion, Bukarest, 1993 (Téka)
- Állati portrék; ford., előszó Kozma Ferenc; Hungarovox, Bp., 2011

## Külső hivatkozások
- Jules Renard: Az élősdi. (Bp. 1955.)
- Márai Sándor: Jules Renard naplója. (Nyugat, 1935. 12. sz.)
- Szomory Dezső: Jules Renard. (Nyugat, 1910. 11. sz.)